# 幽闭恐惧症
幽闭恐惧症（英語：Claustrophobia）是對密閉空間的一種焦慮症，患者在某些情況下，例如電梯、車廂、隧道或者機艙內，可能發生恐慌症狀態，或者害怕會發生恐慌症狀。
反過來說，容易恐慌症發作的人，通常也會產生幽閉恐懼症。倘若在封閉的空間當中產生恐慌，他們會因為擔心無法逃離這樣的情況而感到恐懼。幽閉恐懼症患者可能會在室內場館、戲院或電梯中感到呼吸困難。像其他許多病症一樣，幽閉恐懼症可能肇因於孩童時期的創傷。
治療幽閉恐懼症和治療其他焦慮症類似，可以採取一些解釋性的心理療法，或採用一些抗焦慮的藥物加以治療。
幽閉恐懼症被普遍的認為是廣場恐懼症的反例，不過這樣的論點是過分簡化的結果。例如，幽閉恐懼症患者會害怕待在群眾當中，而這也是廣場恐懼症的特徵之一。所以在充滿群眾的市政廣場，可能同時引發幽閉恐懼症和廣場恐懼症。

## 治疗建议
1. 适当远离城市，出门旅行，徜徉在大自然的环境中。可放松紧张的神经。
2. 加强体育锻炼：可调整生活节奏，加速血液循环，增加活力。幽闭恐惧症患者往往不愿与周围接触，系统的进行体育活动可有效消除这一问题。
3. 渐进性肌肉放松训练：调节呼吸，身体局部肌肉进行紧缩和放松，体会放松后的感觉，学会以调控肌肉紧张程度来缓解可能的空间恐惧。
4. 进行系统的行为训练：如系统脱敏、冲击疗法等。需要在心理治疗师的帮助下实施，以缓解幽闭恐惧症的症状。
5. 药物治疗：若患者通过心理治疗仍无法解除幽闭恐惧症，目前有很多抗抑郁、抗焦虑药物可以良好控制幽闭恐惧症病情[1]。